# Кејни (Оклахома)
Кејни (енгл. Caney) град је у америчкој савезној држави Оклахома.

## Демографија
По попису из 2010. године број становника је 205, што је 6 (3,0%) становника више него 2000. године.
| Група             | 2000.       | 2010.       |
| Белци             | 161 (80,9%) | 153 (74,6%) |
| Афроамериканци    | 0 (0,0%)    | 0 (0,0%)    |
| Азијати           | 1 (0,5%)    | 1 (0,5%)    |
| Хиспаноамериканци | 2 (1,0%)    | 0 (0,0%)    |
| Укупно            | 199         | 205         |